# 安全檢查站
安全檢查站是世界各地冲突地区設置的一種用於监测和控制人员和物资流动的關卡。與邊界關卡不同的是，安全檢查站是在軍隊或準軍事組織所控制的地區邊界附近设立的關卡。在和平时期，警察也通過內安全检查站来打击恐怖主义活動。